# Wild China
Wild China is een Britse natuurfilmdocumentaire voor het eerst uitgezonden in 2008 op BBC Two. De zesdelige serie volgt de natuurlijke historie van China. De Britse versie werd door Bernard Hill van commentaar voorzien. Het is een onderdeel van de "continentenserie" van de BBC Natural History Unit.

## Productie
De BBC Natural History Unit kreeg vanwege de Olympische Zomerspelen van 2008 in Peking de kans om voor het eerst in China te filmen voor een uitgebreide natuurdocumentaire. De BBC werkte samen met China Central Television (CCTV), dit was voor het eerst dat de Chinese omroep met een buitenlandse omroep samenwerkte. Het filmen duurde 16 maanden en besloeg 57 reizen naar enkele van de meest ontoegankelijke plekken van China. Er werd meer dan 500 uur aan HD-materiaal opgenomen in 26 van de 30 provincies van China. Het bleek erg lastig om overal de gewenste dieren te vinden, terwijl de lokale bevolking graag wel mee wilde werken.
Sommige dieren werden dagenlang gevolgd voordat de gewenste shots opgenomen konden worden. Speciale technieken als hogesnelheidscamera's, time-lapsefotografie, infraroodbelichting en -camera's werden gebruikt voor bepaalde shots. Enkele scènes werden in studio's opgenomen omdat de dieren te schuw bleken of omdat het onmogelijk was de geavanceerde apparatuur naar de afgelegen plekken te verplaatsen.

## Afleveringen

### "Heart of the Dragon"
Over het warme en bergachtige zuiden van China. Door de BBC uitgezonden op 11 mei 2008.
Het zuiden van China is subtropisch en nat, ideaal voor de rijstproductie. In Yunnan overbruggen rijstvelden een hoogteverschil van 2000 meter tussen de bergtoppen en de Rode Rivier. De komst van de roodstuitzwaluw duidt aan wanneer er met planten moet worden begonnen. Andere dieren die voorkomen in de rijstvelden zijn de grutto, de kleine zilverreiger en de Chinese ralreiger die onder meer jagen op de kikker Occidozyga lima. In het karstlandschap bevindt zich een dorp, inclusief school, dat zich geheel in een grot in de kalksteenheuvels bevindt. In dit grottenlandschap vinden we dieren als de Tonkinlangoer, gierzwaluwen, en de visetende vleermuis Myotis pilosus.
Vissers in Zuid-China gebruiken traditioneel aalscholvers om mee te vissen, maar doen dit tegenwoordig alleen nog voor toeristen. Libellen worden op grote schaal gegeten, maar de traditioneel gegeten zoetwaterschildpadden zijn ernstig bedreigd net als de Chinese reuzensalamander, het grootste amfibie ter wereld. De Chinese alligator overleeft alleen dankzij bescherming in de provincie Anhui. Verder zien we Tibetaanse makaken die vluchten voor een giftige Chinese neusslang en fluitzwanen en Siberische witte kraanvogels die zich verzamelen in het Poyangmeer, het grootste zoetwatermeer van China.

### "Shangri-La"
Over het unieke landschap van de provincie Yunnan. Door de BBC uitgezonden op 18 mei 2008.
Yunnan heeft een grote biodiversiteit. De Hengduan Shan, een gebergte aan de oostelijke uitlopers van de Himalaya, herbergt enkele zeer steile kloven waar rivieren als de Salween door stromen. In de zomer worden moessons uit de Indische Oceaan hierheen gestuwd wat zorgt voor een tropisch landschap verder noordelijk dan elders. Yunnan telt 18.000 plantensoorten, waarvan 3.000 nergens anders gevonden worden, een feit dat botanici als Joseph Rock heeft aangetrokken.
In de bossen leven dieren als bruine stompneusapen die zich voeden met korstmossen. Daarnaast kleine panda's en honingzuigers die zich voeden met epifyten. Verder leven er Temmincks saterhoenders, tweekleurige reuzeneekhoorns, beermakaken, krokodilsalamanders (geslacht Tylototriton), kleinkopbamboevleermuizen, Chinese bamboeratten, reuzenpanda's, de enige overgebleven Aziatische olifanten in China, aaskevers (familie Silphidae) en kuifgibbons. Ook leven hier volkeren als de Dai, de Hani en de Jino.

### "Tibet"
Over het Tibetaans Hoogland. Door de BBC uitgezonden op 25 mei 2008.
Het Tibetaans Hoogland beslaat een kwart van de oppervlakte van China, maar minder dan 0,2% van de bevolking woont er. Het Tibetaans boeddhisme, een combinatie van boeddhisme en de oude bön-religie, predikt respect voor de natuur. Dieren die hier direct van profiteren zijn de zwarthalskraanvogel en de Tibetaanse oorfazant. Een bijzondere oogst is die van rupsen die aangetast zijn door de schimmel Ophiocordyceps sinensis, de rupsschimmel wordt yatsa gunbu genoemd en zou helpen tegen de meest uiteenlopende kwalen. Kailash is de heiligste berg van Tibet en trekt pelgrims van meerdere religies op bedevaart.
Smeltwater van gletsjers voedt zoetwatermeren als het Qinghaimeer en het Manasarovar, waar vogels als aalscholvers, futen en Indische ganzen leven. Ondanks het barre, droge en winderige klimaat heeft Tibet de grootste verzameling grote dieren van China. Grote dieren in Tibet zijn onder meer het Argalischaap, de Tibetaanse antilope, wilde jaks, de sneeuwpanter en de Tibetaanse zandvos. Van de vos zien we hoe hij profiteert van de inspanning van een Tibetaanse blauwe beer om een fluithaas te vangen. De slang Thermophis baileyi is de hoogst levende slang ter wereld, en een soort springspin is het dier dat permanent het hoogst woont ter wereld.

### "Beyond the Great Wall"
Over China ten noorden van de Chinese Muur. Door de BBC uitgezonden op 1 juni 2008.
In het koude noorden van China leefden veel volkeren traditioneel nomadisch. In Mantsjoerije ijsvissen de Nanai in de Amoer. In de bossen leven wilde zwijnen en de laatste Siberische tijgers van China. De Evenken uit Siberië waren rendierherders, maar ze zijn nog maar met 30 man. Ook de roodborsttapuit en de rode vos leven hier. Verder naar het westen liggen de Mongoolse steppes waar de natte gebieden worden gebruikt als broedplaats door jufferkraanvogels en wilde zwanen. Nog verder naar het westen wordt het land heter en droger en vinden we dieren als de kropgazelle. De Taklamakan is de grootste zandwoestijn ter wereld, veertiende-eeuwse ruïnes herinneren ons aan de zijderoute. In de oase rond Turpan wordt aan wijnbouw gedaan wat knaagdieren als de woestijnrat Meriones libycus en de woestijndwerghamster aantrekt. In Kazachstan wordt nog gejaagd met steenarenden en in Harbin is een ijsfestival.

### "Land of the Panda"
Over Midden-China, thuisgebied van de Han-Chinezen. Door de BBC uitgezonden op 8 juni 2008.
De Han vormen de grootste etnische groep op aarde, en hun taal, het Standaardmandarijn, is de meest gesproken taal. Chinezen hechtten traditioneel veel belang aan het harmonieus samenleven van mens en natuur, maar dit is lange tijd bijna vergeten tijdens periodes van economische groei. Het beleid onder Mao Zedong pakte vaak desastreus uit voor het milieu. De Chinese alligator en Japanse kuifibis zijn ternauwernood voor uitsterven behoed en andere campagnes zorgden voor een monocultuur en mislukte oogsten. Dieren als de Siberische wezel en de mandarijneend worden traditioneel gerespecteerd en met rust gelaten; duiven en lijstergaaien (Garrulax) worden als huisdier gehouden. Vele andere soorten hebben ernstig te kampen met wildstroperij als gevolg van een vraag naar voedsel en traditionele Chinese medicijnen.
Verder naar het westen liggen het Chinees Laagland, het Lössplateau en de Qinling Shanbergen. Hier is de Gele Rivier de levensader. Bijzondere zoogdieren die hier leven zijn de takin, de gouden stompneusaap en de reuzenpanda. Er zijn beelden van het Jiuzhaigou-reservaat. De vechtsport kungfu is gebaseerd op de bewegingen van de dieren die hier leven en de mythologische Chinese draak wordt hier vereerd.

### "Tides of Change"
Over de kustgebieden van Oost-China. Door de BBC uitgezonden op 15 juni 2008.
Het oosten van China heeft 14.500 kilometer kust en er wonen 700 miljoen mensen. Hoewel veel draslanden verdwenen zijn, trekken vogels zoals de Chinese kraanvogel en de wilde zwaan nog steeds langs de kust. We zien een groefkopadder (geslacht Gloydius) die op een eiland jaagt op zangvogeltjes, maar genoegen moet nemen met een reeds dode ijsvogel. De kust wordt ook gebruikt voor het vergaren van voedsel als zeewier, kokkelachtigen, garnalen en oesters. Kraanvogels, eendachtigen en lepelaars eten ook in de buurt van de plantages. In de streek rond Shanghai wordt traditioneel oolongthee gemaakt.
De rivieren in China zijn zwaar vervuild, onder andere met kunstmest, wat in de Bohaizee een overschot aan plankton tot gevolg heeft, wat samen met overbevissing weer leidt tot een explosieve groei van het aantal neteldieren (kwallen), die door de Chinezen weer gegeten worden. In het estuarium van de Yangtze leven dieren als de steur Acipenser dabryanus en de Chinese wolhandkrab waarvan de migratiepatronen verstoord worden door de bouw van dammen. Enkele andere bijzondere dieren die in deze Chinese kuststreek leven zijn het Pater-Davidshert, de Chinese witte dolfijn en de walvishaai. Ook zien we resusapen die op Hainan in een zwembad springen, exemplarisch voor de manier waarop mens en dier in het huidige China met elkaar omgaan.